# Qatar tại Thế vận hội
Qatar đã tham gia 9 kỳ Thế vận hội Mùa hè và chưa từng tham dự Thế vận hội Mùa đông. Qatar đã giành được một huy chương bạc và bốn huy chương đồng Thế vận hội.
Cho đến Thế vận hội Mùa hè 2008, Qatar cùng với Ả Rập Xê Út và Brunei là các quốc gia chưa từng cử đi các vận động viên (VĐV) nữ tới Thế vận hội. Ủy ban Olympic Quốc tế vào năm 2010 đã tuyên bố sẽ "ép" các nước này cho phép và tạo thuận lợi cho phụ nữ tham gia thi đấu, và không lâu sau đó Ủy ban Olympic Qatar thông báo về việc "hy vọng sẽ gửi tới bốn VĐV nữ môn bắn súng và đấu kiếm" đến Thế vận hội Mùa hè 2012. Bốn VĐV nữ đã có mặt trong đoàn thể thao nước này dự kỳ năm 2012.
Ủy ban Olympic Qatar được thành lập năm 1979 và được công nhận bởi Ủy ban Olympic Quốc tế năm 1980.

## Bảng huy chương

### Theo kỳ Thế vận hội
| Thế vận hội         | Vàng | Bạc | Đồng | Tổng số |
| ------------------- | ---- | --- | ---- | ------- |
| Rio de Janeiro 2016 | 0    | 1   | 0    | 1       |
| Luân Đôn 2012       | 0    | 0   | 2    | 2       |
| Barcelona 1992      | 0    | 0   | 1    | 1       |
| Sydney 2000         | 0    | 0   | 1    | 1       |
| Atlanta 1996        | 0    | 0   | 0    | 0       |
| Los Angeles 1984    | 0    | 0   | 0    | 0       |
| Athens 2004         | 0    | 0   | 0    | 0       |
| Seoul 1988          | 0    | 0   | 0    | 0       |
| Bắc Kinh 2008       | 0    | 0   | 0    | 0       |
| Tổng số (9 đơn vị)  | 0    | 1   | 4    | 5       |

### Theo môn
| Môn thi đấu        | Vàng | Bạc | Đồng | Tổng số |
| ------------------ | ---- | --- | ---- | ------- |
| Điền kinh          | 0    | 1   | 2    | 3       |
| Cử tạ              | 0    | 0   | 1    | 1       |
| Bắn súng           | 0    | 0   | 1    | 1       |
| Tổng số (3 đơn vị) | 0    | 1   | 4    | 5       |

## VĐV giành huy chương
| Huy chương | Tên                | Thế vận hội         | Môn       | Nội dung            |
| ---------- | ------------------ | ------------------- | --------- | ------------------- |
| Đồng       | Mohammed Suleiman  | Barcelona 1992      | Điền kinh | 1500 mét nam        |
| Đồng       | Said Saif Asaad    | Sydney 2000         | Cử tạ     | Hạng cân 105 kg nam |
| Đồng       | Nasser Al-Attiyah  | Luân Đôn 2012       | Bắn súng  | Bắn xiên nam        |
| Đồng       | Mutaz Essa Barshim | Luân Đôn 2012       | Điền kinh | Nhảy cao nam        |
| Bạc        | Mutaz Essa Barshim | Rio de Janeiro 2016 | Điền kinh | Nhảy cao nam        |